# سعيد فازلاغيتش
سعيد فازلاغيتش هو لاعب كرة قدم بوسني في مركز ظهير ‏، ولد في 25 يناير 1969 في سراييفو في البوسنة والهرسك. شارك مع منتخب البوسنة والهرسك لكرة القدم. أما مع النوادي، فقد لعب مع جيلييزنيتشار ساراييفو ودي.سي. يونايتد ونادي ساراييفو.

## وصلات خارجية
- سعيد فازلاغيتش على موقع الدوري الأمريكي (الإنجليزية)
- سعيد فازلاغيتش على موقع قاعدة بيانات كرة القدم.إي يو (الإنجليزية)
- سعيد فازلاغيتش على موقع ناشيونال فوتبول تيمز (الإنجليزية)